# Crete Senesi
Le Crete Senesi sono la zona a sud-est della città di Siena, che include i territori comunali di Asciano, Buonconvento, Montalcino (parte ex comune di San Giovanni d'Asso), Monteroni d'Arbia, Rapolano Terme, Pienza, e Trequanda, tutti in provincia di Siena.
Il nome deriva dall'argilla, o creta, presente nel terreno, che dà al paesaggio il caratteristico colore grigio-azzurro e un'apparenza spesso descritta come lunare. Questa argilla caratteristica, mista a salgemma e gesso, detta mattaione, rappresenta i sedimenti del mare del Pliocene che copriva l'area tra 2,5 e 4,5 milioni di anni fa.
Il paesaggio è caratterizzato da colline brulle e dolcemente ondulate, querce e cipressi solitari, i poderi isolati in cima alle alture, tratti di bosco negli avvallamenti, i fontoni che raccolgono l'acqua piovana.
Tipiche conformazioni del terreno sono i calanchi, le balze e le biancane. All'interno delle crete senesi è presente l'area semi-arida conosciuta con il nome di deserto di Accona dove queste formazioni si presentano con maggiore frequenza
Uno degli edifici più interessanti di quest'area è probabilmente l'abbazia di Monte Oliveto Maggiore, fondata per iniziativa di San Bernardo Tolomei, nel XIV secolo.
La zona è conosciuta per la produzione del tartufo bianco delle crete ed ospita un museo dedicato al cosiddetto diamante delle Crete, presso il centro storico di San Giovanni d'Asso.
Altri prodotti tipici sono il formaggio pecorino, il quale assume aromi particolari grazie alla presenza nei pascoli dell'Artemisia cretacea, ed il Carciofo di Chiusure, dall'aspetto scuro e affusolato, tutelato dalla banca del germoplasma della Regione Toscana.

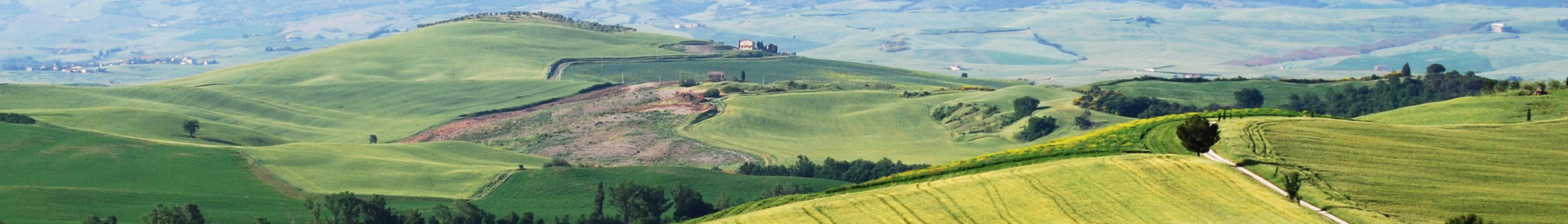
Paesaggio delle crete senesi

## Galleria d'immagini

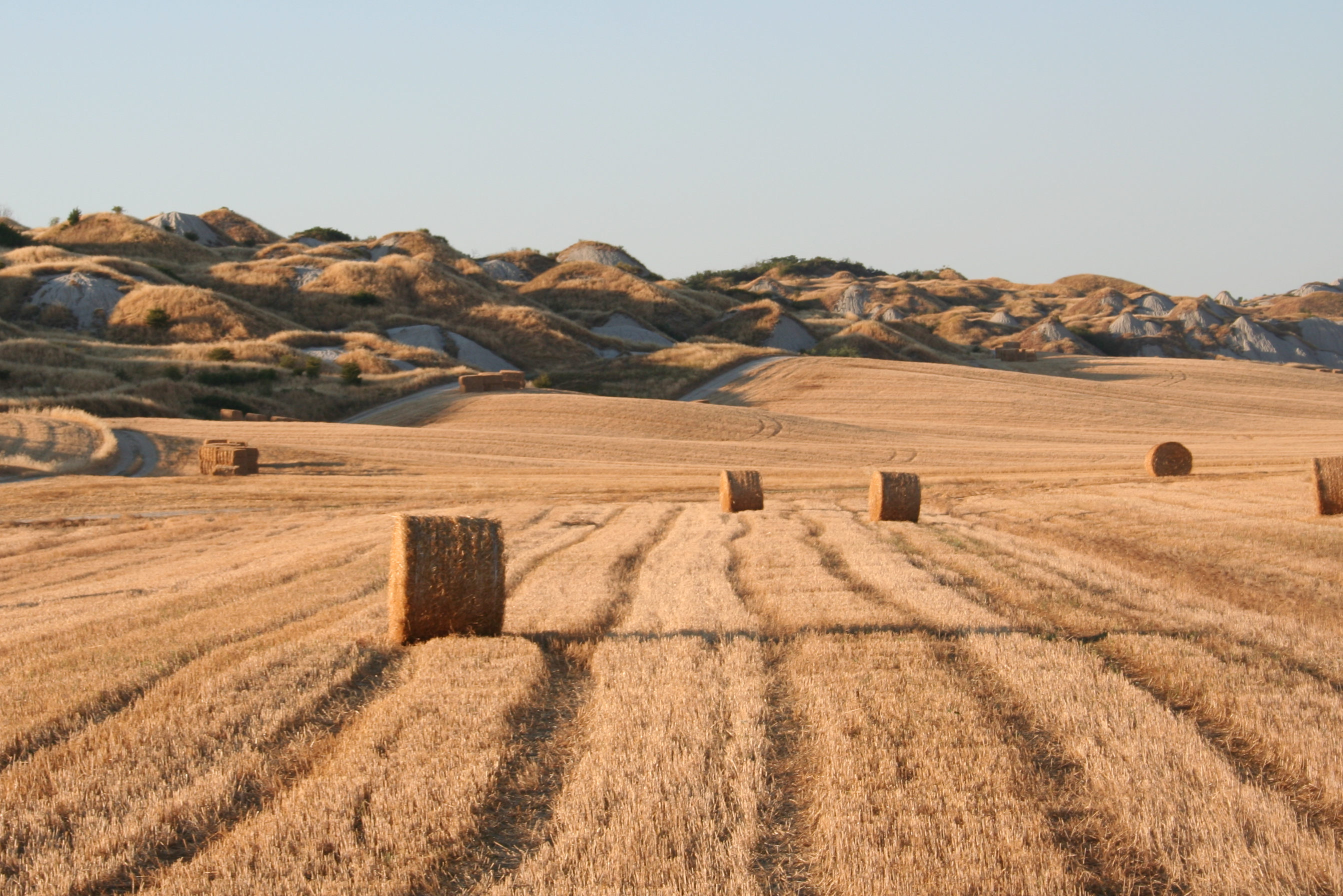
Rotoballe
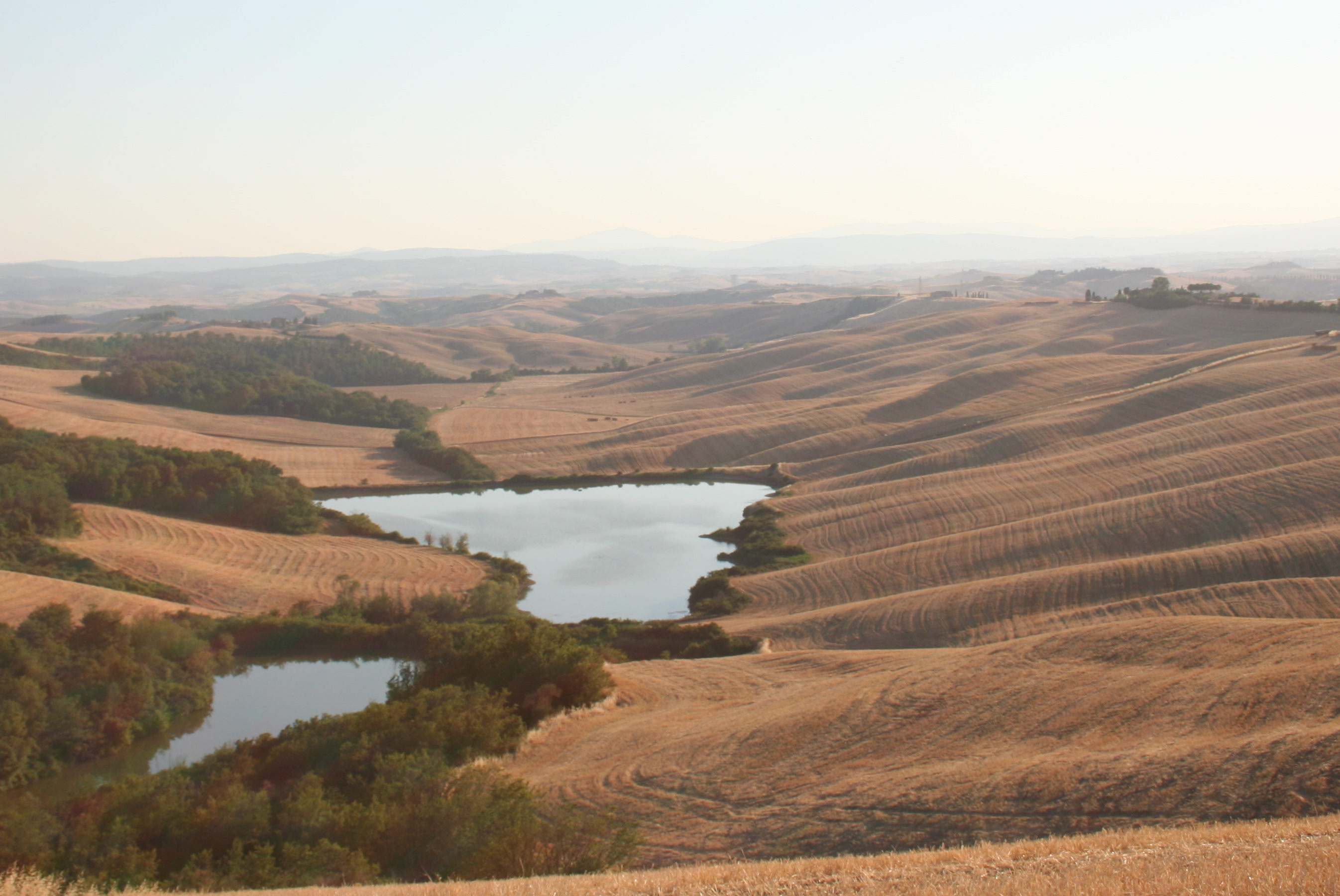
Panorama con i fontoni
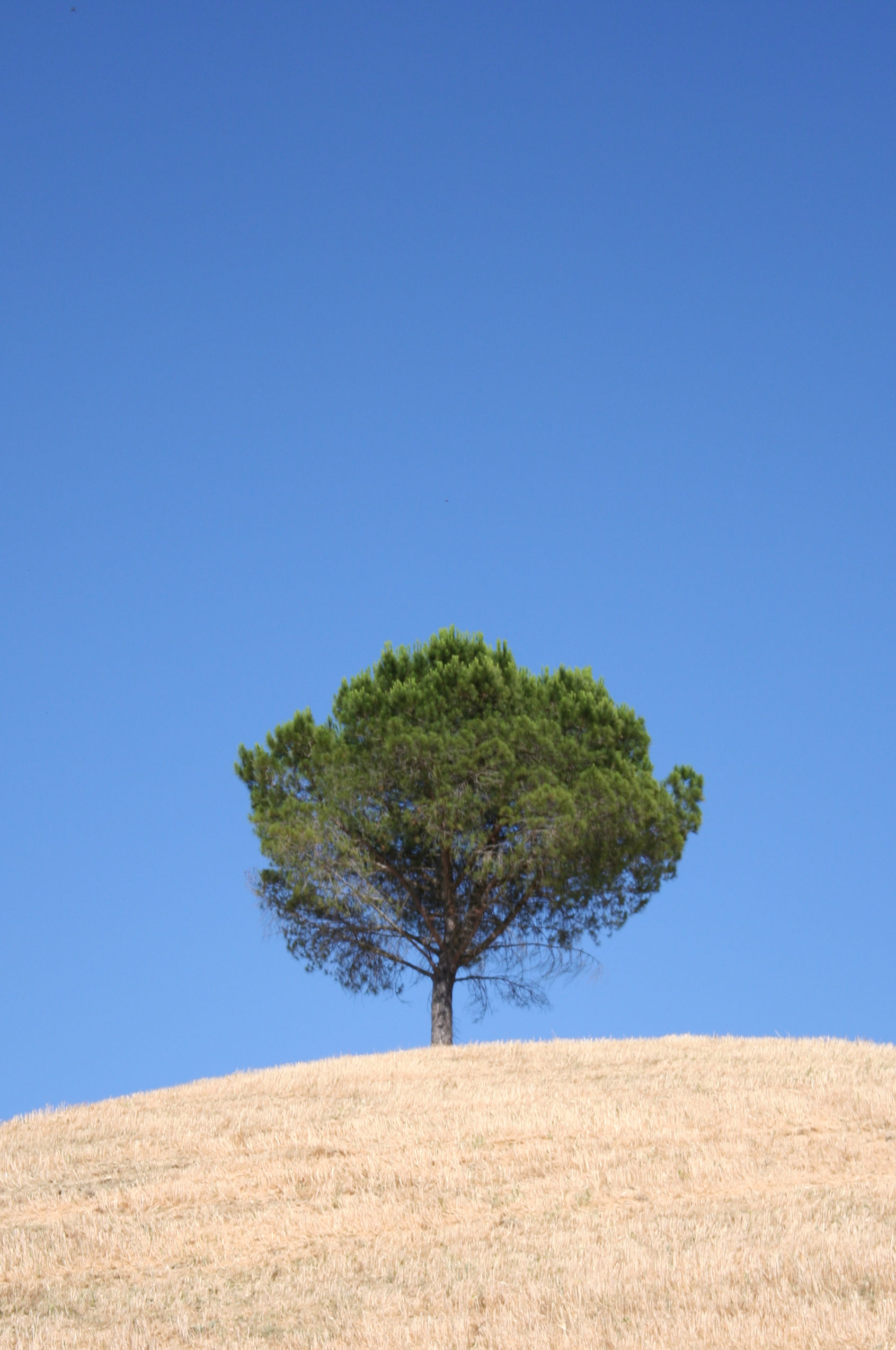
Albero
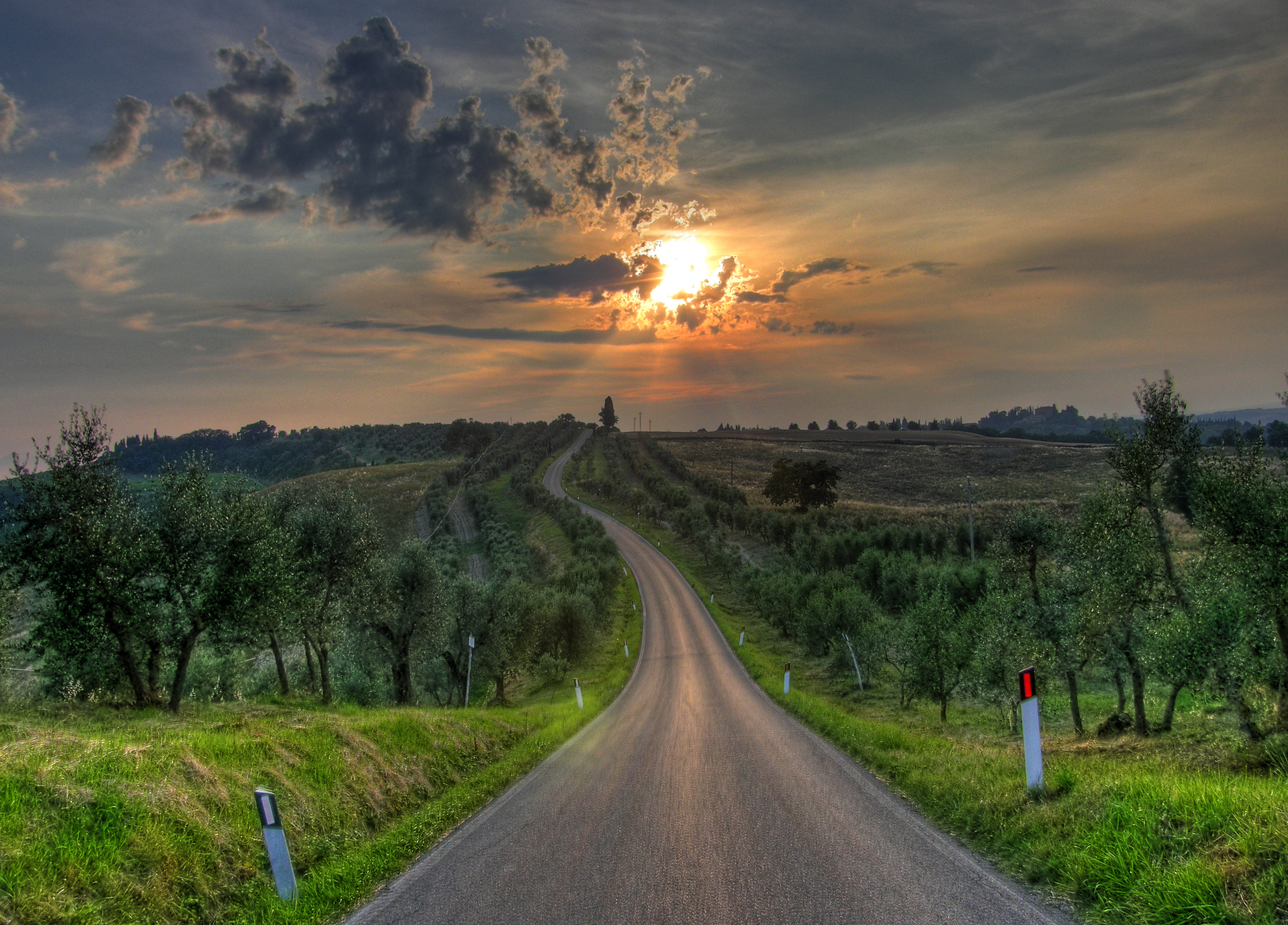
Tramonto sulle Crete Senesi - Saltafabbro, Asciano, Siena